# Ситник приморський
{{#ifeq:0|0|{{#if:Juncus maritimus|{{#if:|[[]}}|[[]]}}}}
Ситник приморський (Juncus maritimus) — вид рослин із родини ситникових (Juncaceae), що зростає у Європі й Західній Азії.

## Біоморфологічний опис

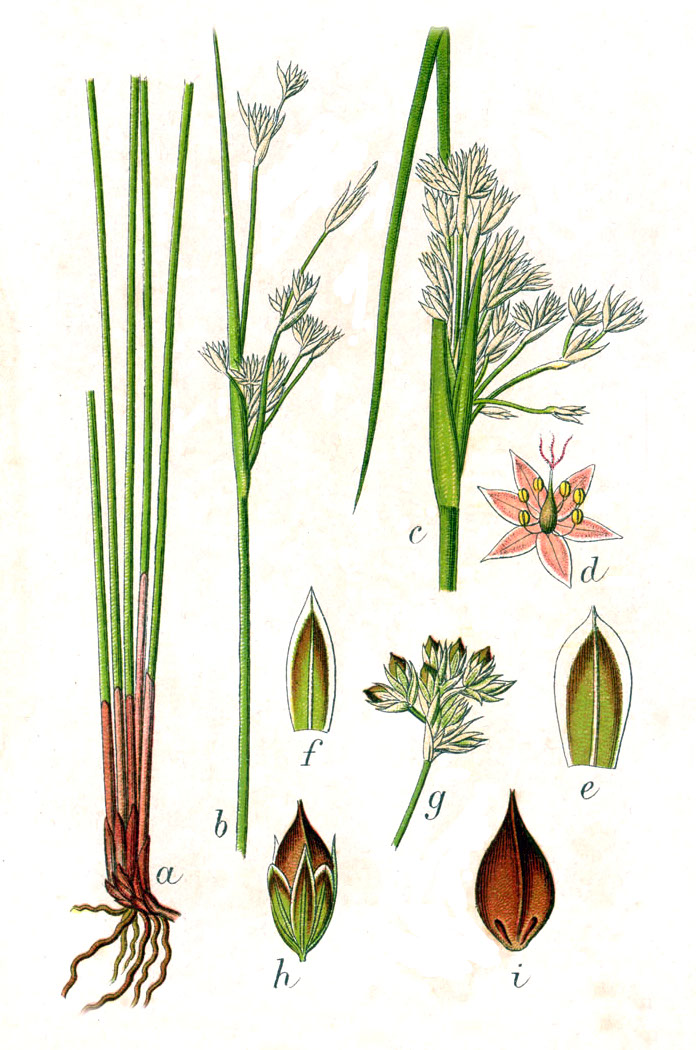
ілюстрація

Багаторічна гола трава, 50–100 см заввишки, утворює килимок. Кореневище повзуче, товсте, 6–10 мм у діаметрі, міжвузля дуже різної довжини. Стебла до 5 мм завтовшки, циліндричні, жорсткі, гладкі або дещо смугасті, біля основи з безлистими піхвами. Листки нечисленні, всього 4–5, з них 2–3 з пластинами; піхви ± відкриті, нижні коричневі, блискучі; листові пластини 20–62 см × 1.1–2.8 мм, циліндричні, гострі, схожі на стебла. Суцвіття волотисте, багатоквіткове, зазвичай нещільне, з подовженими гілочками, від кількох до 35 см завдовжки. Листочки оцвітини солом'яного або зеленувато-жовтого забарвлення; зовнішні — яйцеподібні, гострі, 2.6–3.6 мм; внутрішні — коротші, вузько еліптичні, тупі, 2.4–3(3.5) мм. Тичинок зазвичай 6. Коробочка рівна оцвітині або трохи довша, яйцеподібно-призматична, (2.2)2.5–3.5(3.8) мм, тупа або майже гостра, жовтувата, світло-коричнева або червонувато-коричнева, ± блискуча. Насіння 0.7–1.2 мм, з поздовжніми смугами, коричневе. Період цвітіння: травень — вересень. 2n = 40, 48.

## Середовище проживання
Зростає у Європі й Західній Азії; інтродукований до Уругваю й на Лонг-Айленд, Нью-Йорк.
Населяє солончаки й засолені луки, краї озер, рідше інші вологі землі.
В Україні вид зростає на літоралях — по берегах Чорного та Азовського морів.

## Використання
По-перше, рослина традиційно використовувалася як орнаментальна. По-друге, вона ідеально підходить для відновлення ландшафтів та місць, дещо деградованих забрудненням у прибережних районах. По-третє, її давно використовують для плетіння кошиків.